# Homofon
Homofon (z řeckého ομόφωνο „týž zvuk“, „stejně znějící“) je slovo zvukově shodné, ale graficky odlišné od jiného. Jde o typ „nepravých homonym“.
Příklad: led a let se vyslovují [let]. (Tento typ homofonů vzniká vlivem neutralizace znělosti. Výslovnost konce slova před sebekratší pauzou je místem, kde nemůže být vyslovena znělá párová souhláska a nahrazuje ji nejbližší párový zvuk neznělý (např. ledem [ledem] × led [let])).
Další příklady:
- bít a být se vyslovují [biːt]
- vír a výr se vyslovují [viːr]